# Chuniophoenix
Chuniophoenix es un género con tres especies de plantas con flores perteneciente a la familia  de las palmeras (Arecaceae).
Es originaria de Asia, distribuyéndose por Indochina, Hainan y sur de China.

## Descripción
Tiene tallos de pequeños a moderados, agrupados. Con 15-20 hojas,  brevemente costapalmadas; con pecíolos delgados, alargados, con margen liso, profundamente canalizados; vainas de las hojas abiertas, en una especie con una hendidura triangular adicional en la base del pecíolo; hástula ausente; hojas irregularmente divididas casi hasta la base en pocos o muchos segmentos de diferentes anchuras, con ápices agudos, de color verde en ambas superficies. Las inflorescencias espigadas o ramificadas de 3 órdenes, con brácteas persistentes, pedúnculos tubulares, que abarcan, raquis y raquilas; flores bisexuales, solitarias o en pequeños grupos a cargo, pediceladas, parcialmente cubiertas por brácteas tubulares; cáliz ligeramente 3-lobado, corola profundamente 3-lobada, los lóbulos recurvados en la antesis; estambres 6. Fruta roja, naranja o morado, pequeñas, globosas, obovoides, o en forma de pera.

## Taxonomía
El género fue descrito por  Max Burret y publicado en Notizblatt des Botanischen Gartens und Museums zu Berlin-Dahlem 13: 583. 1937.
Etimología
Chuniophoenix: nombre genérico compuesto por el nombre de W.Y.Chun quien fue director del Instituto Botánico del Colegio de Agricultura, de la Universidad Sun Yat-sen, Cantón, China, por la combinación de su nombre con Phoenix un género de palmeras.

## Especies
- Chuniophoenix hainanensis Burret
- Chuniophoenix humilis C.Z.Tang & T.L.Wu
- Chuniophoenix nana Burret